# Max Mack
Pour les articles homonymes, voir Mack.
Moritz Myrthezweig, connu sous le pseudonyme Max Mack (né le 2 octobre 1884 à Halberstadt, en province de Saxe, et mort le 18 février 1973  à Londres) est un réalisateur, scénariste et acteur allemand. La plupart de ses films sont perdus.

## Biographie
Max Mack joue au théâtre en 1906 à Eisenach puis travaille avec Max Reinhardt. Il débute au cinéma en 1911 puis écrit des scénarios pour Viggo Larsen.
Il passe rapidement à la mise en scène et en une décennie (1911-1920) il réalise près d'une centaine de films (longs et courts métrages) qui se rattachent au courant expressionniste. Son plus grand succès c'est le film Der andere adapté de la pièce le Procureur Hallers de Paul Lindau.
D'origine juive il fuit le nazisme en 1933 et s'installe à Londres. En Angleterre il travaille sur plusieurs projets qui restent inachevés. À la fin des années 1930, il tente sans succès malgré le soutien de Charles Laughton de s'installer à Hollywood. Il dissout sa maison de production et travaille à la bibliothèque du British Museum de Londres.
En 1965, Max Mack reçoit le prix d'honneur au Prix du film allemand.

## Filmographie partielle
- 1911 : Gehirn reflexe
- 1912 : Die falle
- 1912 : Hungrige hunde
- 1912 : Das bild der mutter
- 1913 : Die tango königin
- 1913 : Wo ist Coletti?
- 1913 : L'Autre (Der Andere)
- 1915 : Der katzensteg
- 1915 : Das achte gebot
- 1915 : Arme Marie
- 1915 : Robert und Bertram
- 1916 : Der fakir im frack
- 1918 : Othello
- 1918 : der geprellte don Juan
- 1920 : Figaros hochzeit
- 1922 : Die Eledermaus
- 1924 : Madame Putiphar
- 1929 : Autobus nº 2
- 1930 : Nur am Rhein
- 1935 : Be careful Mr Smith